# 民族主義者行動党
民族主義者行動党（みんぞくしゅぎしゃこうどうとう、トルコ語：Milliyetçi Hareket Partisi, MHP）は、トルコ共和国の政党。トルコ政界では、トルコ民族主義を主張する極右勢力として位置付けられている。

## 沿革

### 設立
民族主義者行動党の前身は、1958年に設立された共和主義農民国民党（Cumhuriyetçi Köylü Millet Partisi）である。1960年の軍事クーデタの首謀者であるアルパルスラン・テュルケシが1965年に同党に入党し、党内での影響力を拡大。同年に党首に就任したテュルケシは、党組織を軍隊式に改組して、党内での絶対的権力を確立すると共に、元来郡部の保守的な農民層の利害を代表してきた党の政策を、トルコ民族主義による極右路線に転換させた。1969年には、党名が「民族主義者行動党」に改称された。

### 1970年代の活動
党首テュルケシは、1969年の総選挙でアナトリア中南部のアダナ選挙区から国会議員に当選した。国会における同党の保有議席数は、1973年に3名、1977年に16名のみであったが、共和人民党と公正党の2大政党の間にあってキャスティング・ボートを握ることに成功した。民族主義者行動党は、1975年、1977年に、公正党、国民救済党などと共に、公正党党首デミレルを首班とする連立政権に参加した。デミレル政権では、テュルケシが副首相として入閣したほか、治安関係の閣僚ポストを獲得し、軍や警察への影響力を拡大した。
民族主義者行動党は、議会への進出を行う一方で、党組織による合法、非合法の議会外活動を重視した。1970年代に左右の政治対立が激化すると、党の青年組織として「灰色の狼 (Bozkurt)」が設立され、軍部の黙認を受けて、左翼的な知識人、学生に対する脅迫、テロ活動を盛んに行った。また、宗教的少数派であるアレヴィー派も彼らの標的となり、1978年には「灰色の狼」メンバーが、トルコ東南部のカフラマンマラシュで100名以上のアレヴィー派信徒を虐殺し、戒厳令が発令される事件も起きた（カフラマンマラシュ事件）。

### 1980年クーデタ
こうした1970年代の不安定なトルコ政局や、続発するテロ事件を、政党政治の限界とみなした軍部は、1980年9月12日に軍事クーデタを敢行し、全政党の活動を禁止した。民族主義者行動党も非合法化され、軍部から過去のテロ活動を危険視されたテュルケシら党幹部も投獄された。このため、同党の主要な支持層は中道右派政党の祖国党に流れることとなった。
1983年の民政移管を受けて、民族主義者行動党の旧指導部により、党の再建が行われ、同年、保守党（Muhafazakâr Parti）が設立された。保守党は、1985年に民族主義者労働党（Milliyetçi Çalışma Partisi）に改称し、1987年にテュルケシの政治活動禁止が解除されると、同年党首にテュルケシが復帰した。民族主義者労働党は、1991年の総選挙に、福祉党、改革民主党と共同名簿を作成して参加し合わせて19議席を得た。1992年には党名を再び民族主義者行動党に戻した。

### テュルケシの死後
1997年に党首のテュルケシが病没すると、テュルケシの息子トゥールル・テュルケシと、デヴレト・バフチェリによる後継争いが行われたが、1997年7月の党大会にてバフチェリが党首に選出された。
バフチェリは、党の路線を穏健化させ、非合法路線を放棄した。1999年の総選挙では、選挙直前にクルディスタン労働者党のオジャランが逮捕され、保守層の民族意識が高揚したこともあり、民族主義者行動党は、前回選挙の倍の得票を得て、議会第2党に躍進した。選挙後は、民主左派党、祖国党と共に民主左派党党首エジェヴィトを首班とする連立政権を樹立。バフチェリも副首相として入閣した。エジェヴィト政権は、2000年末の金融危機を発端に求心力を失ったため、2002年の総選挙では、公正発展党の躍進の前に民族主義者行動党は惨敗し、国会内の議席を失った。
2007年の総選挙では、党勢を盛り返し、アナトリア中部を中心に票を集め、国会内の議席を回復して、議会第三党となった。
2011年の総選挙ではやや議席を減らしたものの、2015年6月の総選挙では80議席を得て躍進した。しかし同年11月の再選挙では、議席を半減させ議会第四党に落ち込んだ。

## 政策

### 支持層
民族主義者行動党は、都市の中下層住民や中小商工業者、クルド人集住地区と隣接するアナトリア中央部の住民を主な支持基盤としている。

### トルコ民族主義
民族主義者行動党の政策は、トルコ民族の一体性や、文化的優越性を主張するトルコ民族主義に特徴付けられる。アタテュルクにより設立された共和国の一体性を強調し、クルド人の文化を認めない点で、共和人民党などの中道左派勢力との共通点を有する一方、アレヴィー派をはじめとする国内少数派の排除や、国外のテュルク系諸民族との連携を図る汎トルコ主義的傾向が、中道左派勢力と異なる点であるとされる。
一方で、民族主義者行動党は、伝統的価値規範としてのイスラームの役割を擁護するため、イデオロギー面では、世俗主義原則の堅持を目指す中道左派勢力よりも、福祉党などのイスラーム復興勢力との共通点が多いとみられている。

### 9つの光
1965年に共和主義者農民国民党は、テュルケシの提唱する「9つの光 (Dokuz Işık)」を党綱領に定めた。この中でテュルケシは、「民族主義(milliyetçilik)」「理想主義(ülkücülük)」「道徳主義(ahlakçılık)」「知性主義(ilimcilik)」「社会主義(toplumculuk)」「農村主義(köycülük)」「自由主義(hürriyetçilik)」「開発主義(gelişmecilik)」「産業主義(endüstricilik)」を党の政策として提起し、トルコ民族の一体性や伝統的価値規範の重視、国家統制による農村振興や産業育成を主張した。

## 総選挙での得票率、獲得議席数
民族主義者行動党が参加した総選挙での得票率、獲得議席数は以下の通り。
| 年         | 党首                       | 得票数    | 得票率 | 獲得議席 |
| ---------- | -------------------------- | --------- | ------ | -------- |
| 1969年     | アルパルスラン・テュルケシ | 275,091   | 3.0%   | 1        |
| 1973年     | アルパルスラン・テュルケシ | 362,208   | 3.4%   | 3        |
| 1977年     | アルパルスラン・テュルケシ | 951,544   | 6.4%   | 16       |
| 1995年     | アルパルスラン・テュルケシ | 2,301,343 | 8.2%   | 0        |
| 1999年     | デヴレト・バフチェリ       | 5,606,583 | 18.0%  | 129      |
| 2002年     | デヴレト・バフチェリ       | 2,635,787 | 8.4%   | 0        |
| 2007年     | デヴレト・バフチェリ       | 5,004,003 | 14.3%  | 71       |
| 2011年     | デヴレト・バフチェリ       | 5,585,513 | 13.01% | 53       |
| 2015年6月  | デヴレト・バフチェリ       | 7,516,480 | 16.29% | 80       |
| 2015年11月 | デヴレト・バフチェリ       | 5,599,600 | 11.90% | 40       |

1991年の総選挙では、民族主義者労働党として、福祉党、改革民主党との統一名簿で候補者を擁立し、19議席を獲得した。

## 歴代党首
- アルパルスラン・テュルケシ（Alparslan Türkeş 在任1965年-1980年、1987年-1997年）
- デヴレト・バフチェリ（Devlet Bahçeli 在任1997年-）